# La querida del Centauro
La querida del Centauro é uma telenovela estadunidense produzida e exibida pela Telemundo e estreou em 12 de janeiro de 2016.
Ludwika Paleta, Michel Brown, Humberto Zurita, Sandra Echeverría, Alexandra de la Mora, Carmen Madrid e Irene Azuela interpretam os papéis principais.

## Elenco

### Principal
| Atores               | Personagem                       |
| -------------------- | -------------------------------- |
| Ludwika Paleta       | Yolanda Acosta †                 |
| Michel Brown         | Gerardo Duarte                   |
| Humberto Zurita      | Benedicto García “El Centauro” † |
| Sandra Echeverría    | Ana Atencio                      |
| Alexandra de la Mora | Julia Peña de García †           |
| Irene Azuela         | Tania Muñoz                      |

### Recorrente
| Actores               | Personajes                      |
| --------------------- | ------------------------------- |
| Andrea Martí          | Bibiana Tobarda †               |
| Ricardo Polanco       | Rafael Bianchini                |
| Enoc Leaño            | Paulino Atencio "El Cirujano" † |
| Carmen Delgado        | Dominga †                       |
| Pablo Abitia          | Vicente Garrido                 |
| Ignacio Guadalupe     | Manuel Salgado                  |
| Carmen Madrid         | Mariela Acosta †                |
| Hector Holten         | Otoniel Morillo †               |
| Michel Chauvet        | Emilio Cobos                    |
| Arantza Ruiz          | Cristina Acosta                 |
| Blanco Tapia          | Marco Aguilar                   |
| Cuauhtli Jiménez      | Ignacio "Nacho" Atencio †       |
| Andrés Montiel        | Felix Ávila †                   |
| Jaime del Aguila      | Luis "Lucho"                    |
| Iñaki Godoy           | El Gato                         |
| Vadhir Derbez         | César Suárez †                  |
| Alberto Wolf          | Matias †                        |
| Luis Maya             | Alvarito                        |
| Jose Sedek            | Diego †                         |
| Mayte Gil             | Lola Atencio                    |
| María Gonllegos       | La Negra                        |
| Walter Moreno         | Jaramillo "El Paisa"            |
| Marcos Duarte         | Pedro Rosales                   |
| Arnulfo Reyes Sánchez | El Papi                         |
| Clementina Guadarrama | Guillermina †                   |
| César López           | El Chancho                      |
| Mario de Jesús        | Greciano Pérez "El Padrino" †   |
| David Chavira         | Marrón                          |
| Edgardo González      | Carlos León †                   |
| Miguel Mena           | Juvenal Romero †                |
| Bárbara Fava          | Irma                            |
| Álvaro Sagone         | Camilo García                   |
| Iván Arana            | Sergio Gomez "El Perro" †       |
| Gerardo Bosco         | Lic. Igancio Mendoza            |
| Fidra Astrid          | Claudia Pérez †                 |
| Omar Ayala            | Antonio Melendez                |
| Ángel Cerlo           | José Maria                      |

## Exibição
| Temporada | Temporada | Episódios | Exibição original     | Exibição original   |
| Temporada | Temporada | Episódios | Estreia da temporada  | Final da temporada  |
| --------- | --------- | --------- | --------------------- | ------------------- |
|           | 1         | 51        | 12 de janeiro de 2016 | 23 de março de 2016 |
|           | 2         | 90        | 2 de maio de 2017     | 24 de julho de 2017 |

A primeira temporada foi exibida entre 12 de janeiro e 23 de março de 2016, substituindo Señora Acero 2 e sendo substituída por El señor de los cielos 4.
A segunda temporada foi exibida entre 2 de maio e 24 de julho de 2017, substituindo La doña e sendo substituída por Sin senos sí hay paraíso 2.

## Exibição no Brasil
Está sendo exibida no Brasil pelo canal Mais Globosat desde 14 de agosto de 2017.